# Ignaz von Rudhart

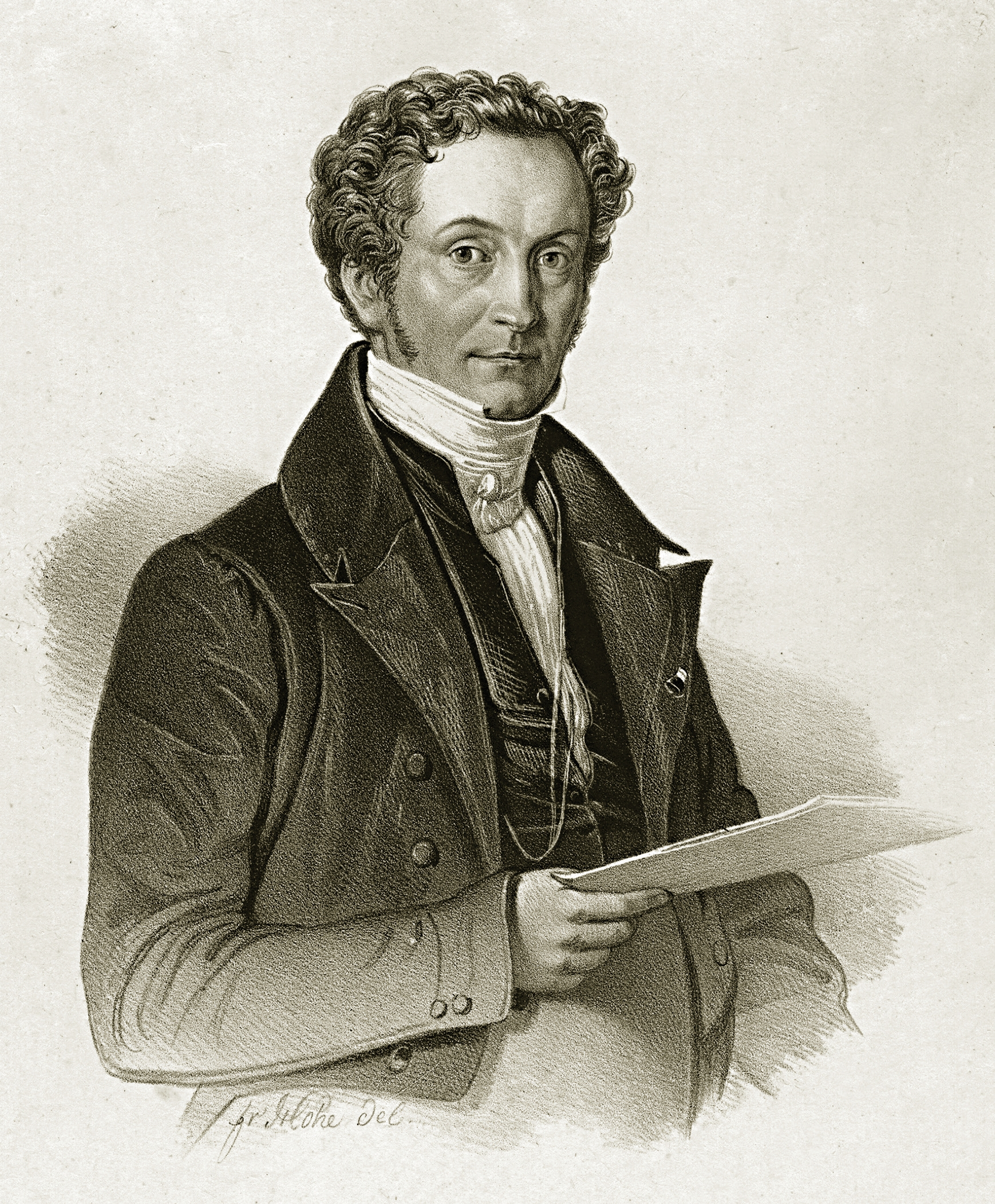
Ignaz von Rudhart

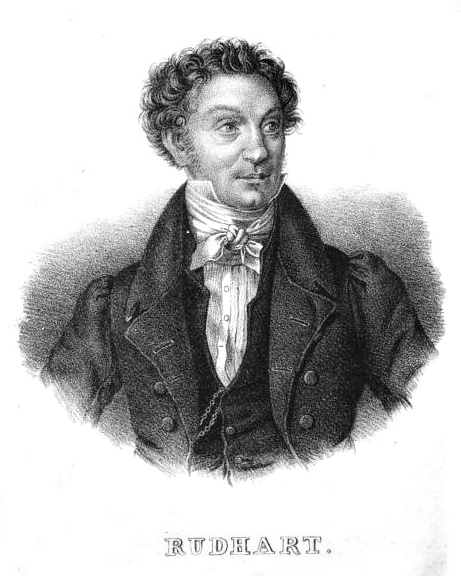
Ignaz von Rudhart

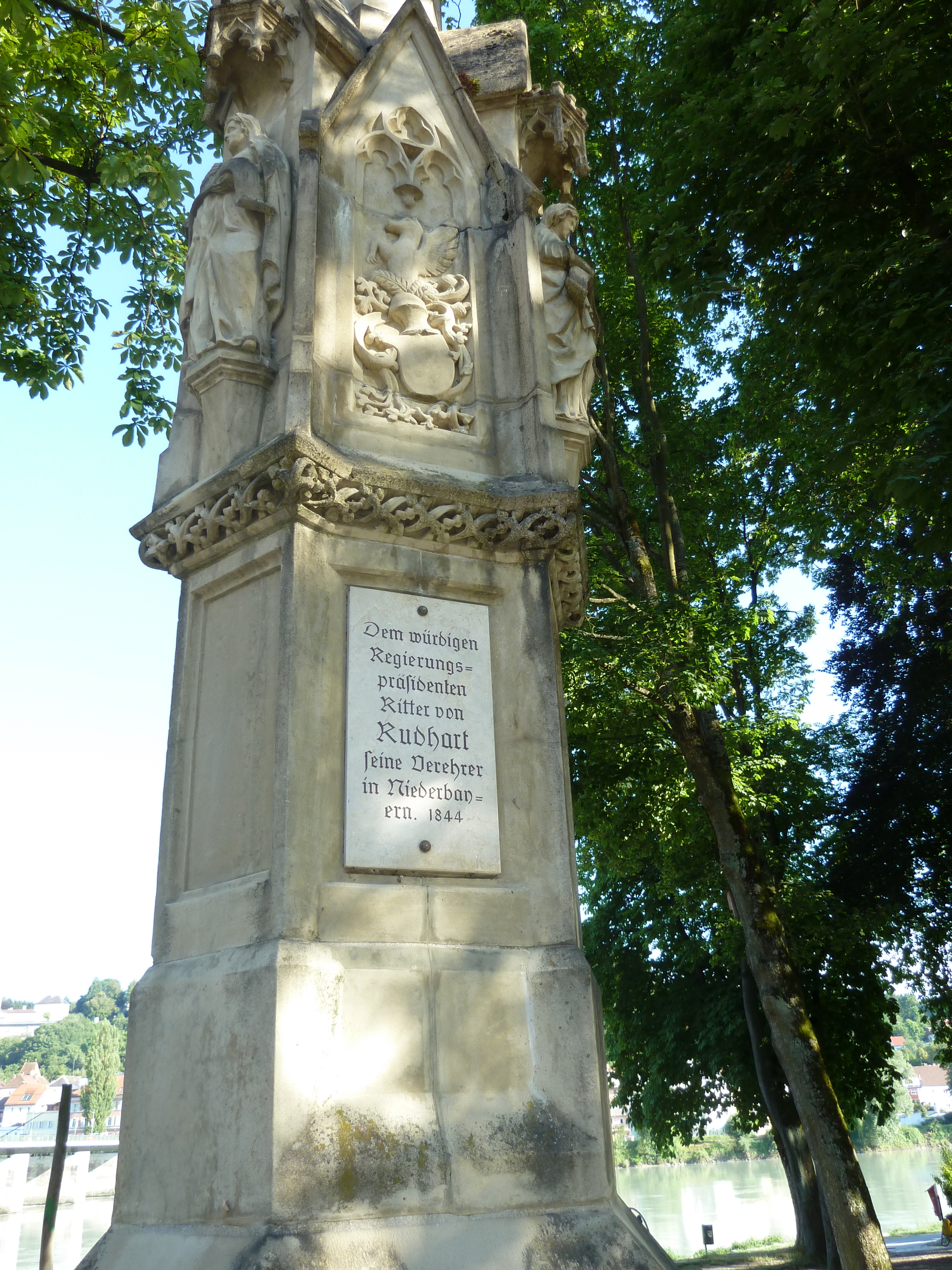
Denkmal für Ignaz von Rudhart in Passau

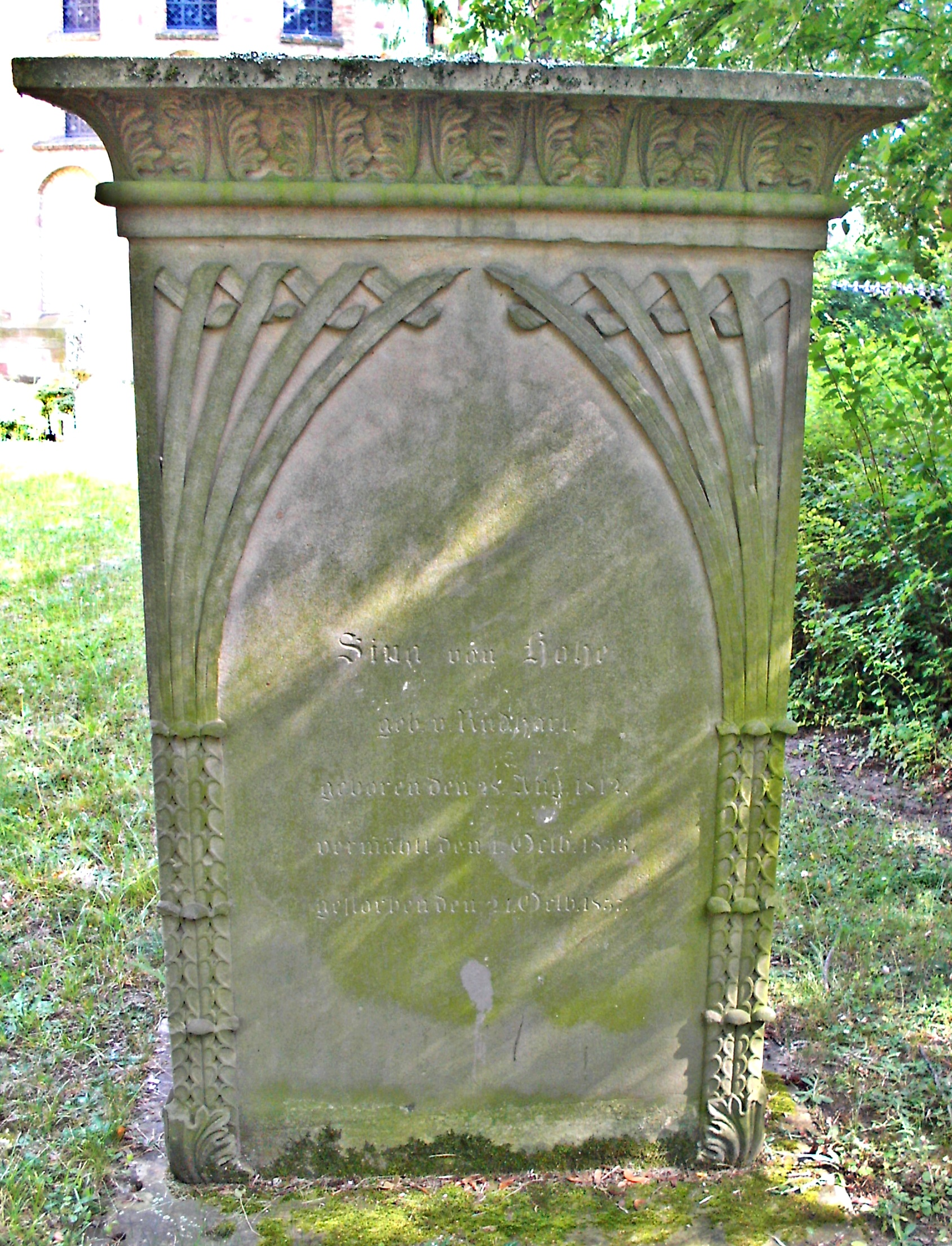
Grabstein der Tochter Anna Rosina von Hohe geb. Rudhart, Alter Friedhof Speyer

Ignaz Ritter von Rudhart (* 11. März 1790 in Weismain (Oberfranken); † 11. Mai 1838 in Triest) war ein bayerischer Jurist und Politiker sowie Ministerpräsident von Griechenland.

## Leben
Ignaz Rudhart war der Sohn von Franz Anton Rudhart, fürstbischöflicher Polizei-Commissär im Hochstift Bamberg, und dessen Frau Rosina, geborene Fuchs. Er wuchs in Bamberg auf. Nach dem Studium der Rechtswissenschaften in Landshut wurde er 1811 Professor in Würzburg, 1817 Generalfiskalatsrat, 1819 Ministerialrat im Finanzministerium und Mitglied der Bayerischen Akademie der Wissenschaften in München, 1823 Regierungsdirektor in Bayreuth und 1826 in Regensburg. Von den Städten des Obermainkreises 1825 in die Kammer der Abgeordneten gewählt, trat Rudhart in den drei Landtagen von 1825, 1828 und 1831 als einflussreicher Redner auf. 1828 war er Sprecher der gemäßigten Opposition. 1832 wurde er von Ludwig I. geadelt und als Generalkommissar und Regierungspräsident nach Passau versetzt. 1836 zum bayerischen Staatsrat ernannt, begleitete Rudhart den König Otto nach Griechenland und übernahm dort, nach dem Sturz des Grafen Armansperg, am 14. Februar 1837 das Amt des Ministerpräsidenten, trat aber bereits am 20. Dezember 1837 zurück. Er starb auf der Rückreise am 11. Mai 1838 in Triest. In Passau wurde ihm 1844 ein Denkmal errichtet.

### Familie
Rudhart war dreimal verheiratet.
Seine erste Frau heiratete er 1811 in Bamberg. Es war Helena (Helma) Fexer (1794–1819), eine Tochter des Kaufmanns und Stadtrats Johann Ignaz Fexer und dessen Ehefrau Anna Maria Schmidt. Das Paar hatte vier Kinder, von denen zwei früh starben. Dieser Ehe entstammte Anna Rosina (1812–1857), diese heiratete 1833 den bayerischen Beamten und Regierungspräsidenten Gustav von Hohe (1800–1872). Sie ist auf dem Alten Friedhof Speyer begraben. Ihr klassizistischer Grabstein befindet sich im sogenannten Domkapitelsfriedhof. Die jüngere Schwester Louise (1818–1898) wurde Malerin.
Nach dem Tod seiner ersten Frau heiratete er im Jahr 1820 in München Aloysia (Luise) Bresselau von Bressensdorf (1803–1828). Ihre Eltern waren Leopold Bresselau von Bressensdorf und dessen Ehefrau Henriette Ludowika Jacobi. Das Paar hatte fünf Kinder, von denen drei früh starben. Anna (Nanette) (1821–1864) heiratete den Landrichter Ludwig Stoeger (1811–1898), Ernestine (1823–1895) wurde Pianistin und Schriftstellerin und heiratete den Waffenschmiedemeister und Holzschnitzer Gabriel Schäfmann (1819–1894).
Zuletzt war er seit 1829 mit Franziska Louise Johanna Camuzi (1807–1887) aus Dirmstein im bayerischen Rheinkreis (Schwester des Gideon von Camuzi) verehelicht, die ihn überlebte. Das Paar hatte sieben Kinder, von denen zwei früh starben:
- August (1830–1888), bayerischer Bezirksamtmann
- Florentine (1832–1907) ⚭ Graf Maximilian Verri della Bosia genannt von Külberg (1824–1909) auf Gansheim und Berg, bayerischer General der Infanterie à la suite
- Gideon (1833–1898) (bayerischer Personaladel 1858), Geheimer Legationsrat 1. Klasse, Gesandter am preußischen Hof später in Sankt Petersburg und Dresden
- Wilhelmine (1835–1883) ⚭ Freiherr Heinrich von Pittel, (1833–1895) K.u.k. Feldmarschallleutnant
- Henriette (1836–69) ⚭ Alfred Ritter von Linprun (1837–1915) bayerischer Oberamtsrichter in Weilheim

Ignaz von Rudhart war ein Ururgroßvater mütterlicherseits des Schriftstellers Albert von Schirnding.

## Werke
- Geschichte der Landstände in Bayern. Mohr und Winter, Heidelberg 1816 (2 Bände).
- Über Baierns Politik, besonders unter der gegenwärtigen Regierung. 1816, Digitalisat
- Österreich und Bayern. Wien u. a. 1816.
- Übersicht der vorzüglichsten Bestimmungen verschiedener Staatsverfassungen über Volksvertretung. Thienemann, München 1818.
- Abriß der Geschichte der baierischen Gesetzgebung. Lindauer, München 1820.
- Das Recht des Deutschen Bundes. Stuttgart 1822.
- Über den Zustand des Königreichs Bayern. Nach amtlichen Quellen:
  - Bd. 1: Cotta, Stuttgart, Tübingen 1825. Digitalisat
  - Bd. 2: Über die Gewerbe, den Handel und die Staatsverfassung des Königreichs Bayern. Palm und Enke, Erlangen 1827. Digitalisat
  - Bd. 3: Die Finanzverwaltung, Rechtspflege und die Kriegsanstalten des Königreichs Bayern. Palm und Enke, Erlangen 1827. Digitalisat
- Über die Zensur der Zeitungen. Stuttgart, Erlangen 1826, Digitalisat
- Die Industrie in dem Unterdonaukreise des Königreichs Bayern. Passau 1835.
- Lebens-Abriß. (hrsg. von Heinrich Holzschuher), Riegel und Wießner, Nürnberg 1837.
- Politisches Glaubensbekenntniß. hrsg. von Friedrich Wilhelm Bruckbräu, Pustet, Passau 1840. Digitalisat
- Über die politische Stellung des Königreichs Bayern im Jahre 1833. hrsg. von Gustav Hohe, Manz, Regensburg 1848. Digitalisat
- Pro memoria für einen teutschen Prinzen im Jahre 1823 über den Unterschied der unbeschränkten Monarchie von der constitutionellen und über die Anwendung der Staatsgewalten. Manz, Regensburg 1848.

## Namensgeber für Straße
Nach Ignaz von Rudhart und seinem Bruder Georg Thomas Rudhart wurde 1947 in München im Stadtteil Allach-Untermenzing (Stadtbezirk 23 - Allach-Untermenzing) die Rudhartstraße benannt. Standort.